# Alianza Lima
A Club Alianza Lima egy perui labdarúgóklub, melynek székhelye Limában található és jelenleg az első osztályban szerepelnek. Hazai mérkőzéseiket az Estadio Alejandro Villanuevában játsszák. A stadion 33 938 fő befogadására alkalmas. A klub hivatalos színei a fehér-kék.
A perui labdarúgás történetének egyik legeredményesebb csapata, 24-szeres bajnok.

## Történelem

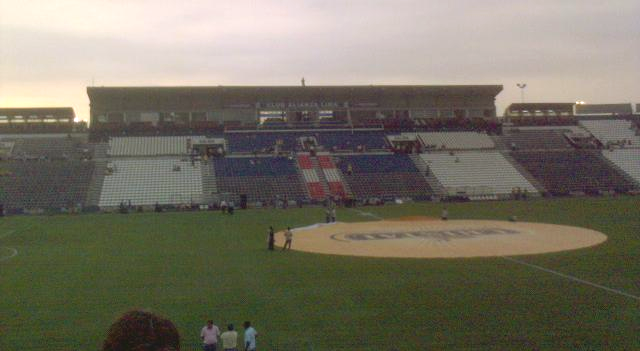
A stadion egy részlete

A klubot 1901 február 15-én alapították. A perui bajnokság 1912-es indulásakor alapítócsapat volt és az akkori együttesek közül már csak az Alianza tagja az első osztálynak. Első bajnoki címüket 1918-ban szerezték meg. 1928-ban találkoztak először az Universitario de Deportes csapatával. A későbbiekben elindult a rivalizálás a két klub között, ami a mai napig a legnagyobb perui rangadónak számít.
Az 1930-as években egymás után négy bajnoki címet is szereztek. Ebben az időben volt a klub tagja az egyik legismertebb Alianza-játékos, Alejandro Villanueva, akiről később a stadiont is elnevezték.
Az 1950-es, az 1960-as és az 1970-es években összesen tíz bajnoki címet ünnepelhettek. Ezt követően meglehetősen hosszú ideig, egészen 1997-ig kellett várniuk a következő bajnoki címükre.
A klub 2020-ban -83 év után- kiesett a perui első osztályból.

### Légikatasztrófa
1987. december 8-a a klub történetének legsötétebb napja, amikor a csapatot szállító repülőgép lezuhant és az összes játékos életét vesztette. A gépen tartózkodó 43 személy közül mindössze egy ember élte túl a katasztrófát.

## Sikerlista
- Perui bajnok (25):  1918, 1919, 1927, 1928, 1931, 1932, 1933, 1948, 1952, 1954, 1955, 1962, 1963, 1965, 1975, 1977, 1978, 1997, 2001, 2003, 2004, 2006, 2017, 2021, 2022